# Sekundogenitur
Sekundogenitur – neobarokowy budynek, znajdujący się w Dreźnie, w dzielnicy Innere Altstadt, przy Tarasach Brühla. Obecnie mieści się w nim kawiarnia i winiarnia, należące do pobliskiego hotelu Hilton. 

## Historia
Teren późniejszych Tarasów Brühla otrzymał w 1740 roku Henryk Brühl, minister stanu (niem. Staatsminister) w czasach panowania saskiego elektora Fryderyka Augusta II. Brühl wybudował na nim kilka reprezentacyjnych budynków; jednym z nich była zaprojektowana przez architekta Johanna Christopha Knöffela biblioteka (niem. Brühlsche Bibliothek). W latach 1791–1895 budynek biblioteki pełnił funkcję siedziby Akademii Sztuk Pięknych. Podczas funkcjonowania Akademii Sztuk Pięknych w budynku Brühlsche Bibliothek pracowali dla niej m.in. malarze Anton Graff, Caspar David Friedrich, Ludwig Richter, Julius Schnorr von Carolsfeld, rzeźbiarze Franz Pettrich, Ernst Rietschel, Ernst Hähnel, Johannes Schilling, Robert Henze oraz architekci Gottfried Semper, Hermann Nicolai i Konstantin Lipsius. W 1895 roku akademia przeniosła się do nowo wybudowanego monumentalnego budynku, zaś biblioteka została zburzona.
Na miejscu rozebranego gmachu, w latach 1896-1897 wybudowano według projektu architekta Gustava Fröhlicha nowy, neobarokowy budynek. Budynek ten do 1931 roku mieścił bibliotekę i zbiór miedziorytów księcia Jana Jerzego, będącego drugim w kolejce do saksońskiego tronu - w związku z tym gmachowi nadano nazwę Sekundogenitur. Następnie, po zreorganizowaniu kolekcji Jana Jerzego do 1945 roku obiekt był siedzibą Galerii Nowych Mistrzów.
Podczas bombardowania Drezna, w lutym 1945 roku Sekundogenitur uległ całkowitemu zniszczeniu. Odbudowano go w latach 1963-1964 z przeznaczeniem na siedzibę restauracji. Obecnie w gmachu mieszczą się kawiarnia i winiarnia należące do położonego obok hotelu Hilton, z którym budynek ma połączenie w postaci łącznika.

## Architektura

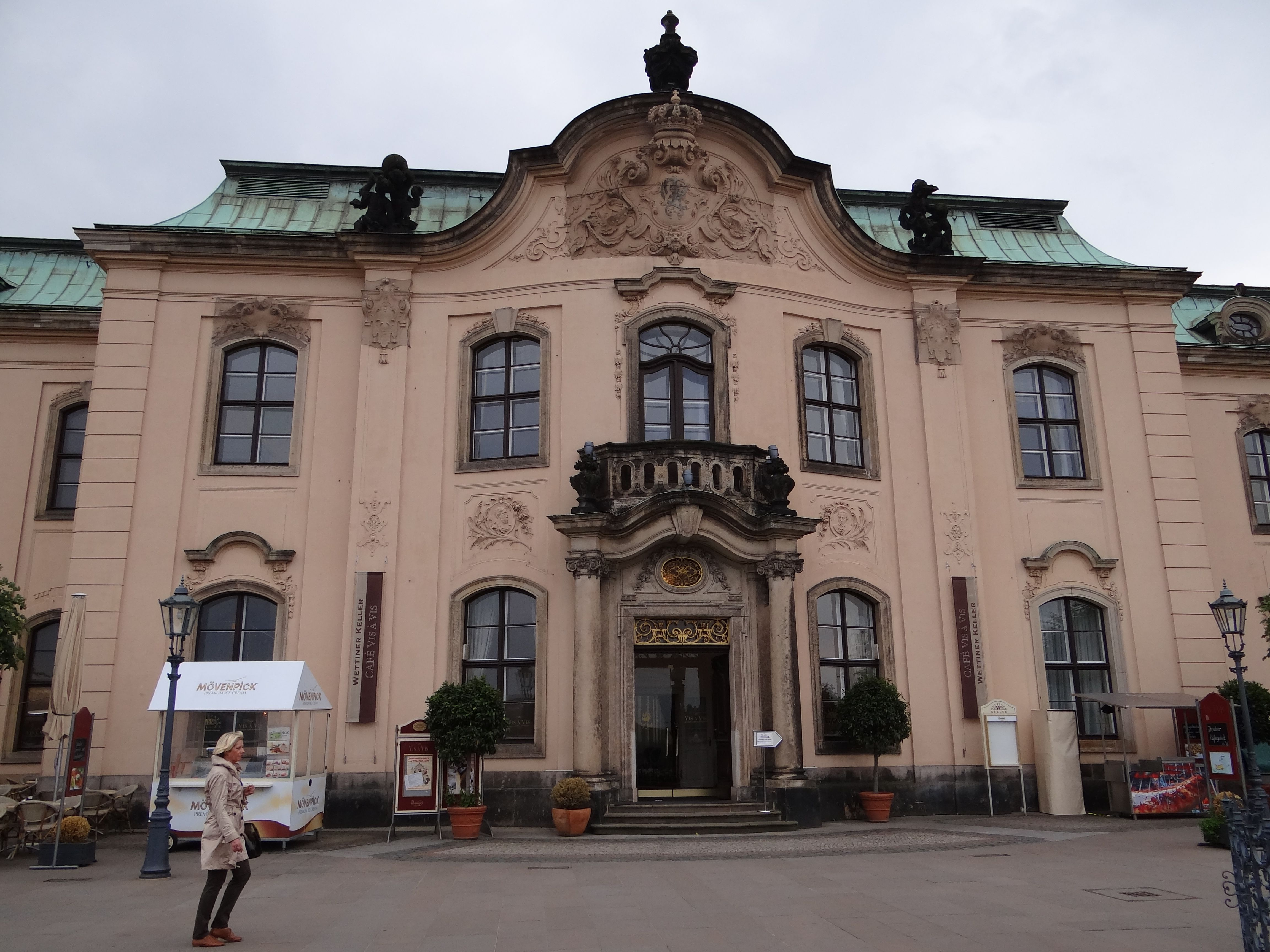
Środkowa część przedniej fasady budynku

Sekundogenitur jest małym, neobarokowym budynkiem, którego projekt Gustav Fröhlich oparł na formach drezdeńskiego baroku i południowo-niemieckiego rokoka. Jego rzut poziomy odpowiada temu, który miał poprzednio stojący w tym miejscu budynek. Fasada gmachu od strony Tarasów Brühla podzielona jest na 15 osi. Jej wysunięta, środkowa część ozdobiona jest portalem z balkonem, wspartym na jońskich kolumnach oraz zakrzywionym szczytem. Na tylnej fasadzie budynku znajduje się zabawny barokowy portal, pochodzący z restauracji Zum letzten Heller w Hellerau, która została rozebrana po II wojnie światowej. Okna Sekundogenituru posiadają dekoracje z motywem wąsa czepnego, zaś jego nakrycie stanowi miedziany dach mansardowy.